# Wera Illarionowna Galuschka-Dujunowa
Wera Illarionowna Galuschka-Dujunowa (russisch Вера Илларионовна Галушка-Дуюнова; englische Transkription Vera Illarionovna Galushka-Duyunova; * 11. April 1945 in Krasnodar, Russische SFSR als Wera Illarionowna Galuschka; † 2. März 2012 in Taschkent, Usbekistan) war eine sowjetische Volleyballspielerin.
Die 182 Zentimeter große Galuschka-Dujunowa wurde 1968 unter ihrem Geburtsnamen Wera Galuschka und 1972 als Wera Dujunowa Olympiasiegerin und konnte 1970 den Gewinn der Weltmeisterschaft feiern. Im Jahr 1973 konnte die Sportlerin von Spartak Taschkent mit der sowjetischen Nationalmannschaft die Universiade sowie den erstmals ausgetragenen Weltcup gewinnen.
Bis zu ihrem Tod war Galuschka-Dujunowa Vizepräsidentin des Nationalen Olympischen Komitee Usbekistans.